# Ich bin nicht mutig
Ich bin nicht mutig ist ein deutscher Kurzfilm, der das Genre des Kinderfilms mit dem des Horrorfilms verbindet. Die Handlung basiert auf der Kurzgeschichte Man in the Mirror von Shalom Auslander. Der Film wurde 2011 veröffentlicht.

## Handlung
Der siebenjährige Arthur wälzt sich nachts im Bett und traut sich nicht einmal zur Toilette am Ende des Flurs, da er vor allem Angst hat: Höhen, Monster, E.T.
Arthurs einziger Gefährte in der Familie ist der Haushund Noodles. Seine eigenwillige Oma Antje und seine große Schwester Nina pflegen ein betont distanziertes Verhältnis zu ihm. Als Arthur zum Geburtstag ein Superhelden-Kostüm geschenkt bekommt, redet ihm Nina ein, dass die Maske sich bei zu langem Tragen in seine Gesichtshaut fressen werde. Als er dies seiner Mutter Hanne sagen will, behauptet Nina, dass ihn in diesem Fall nachts die Weitererzähl-Monster heimsuchen würden.
Nachdem Arthur Zeuge wird, wie seine Mutter einen Urinfleck von Antje („Deine Oma hatte einen kleinen Unfall.“) aus dem Teppich wischen muss, scheint er auf die perfekte Lösung für sein nächtliches Toiletten-Problem gekommen zu sein: Statt jeden Abend den Weg zum Bad zu probieren, beginnt Arthur einfach, regelmäßig auf den Teppich zu urinieren. Hanne kniet jeden Morgen über einem neuen hartnäckigen Urinfleck und schrubbt. „Hatte die Oma schon wieder einen kleinen Unfall?“, grinst der Sohn. Seine Lügen verschaffen Arthur kein dauerhaftes Glück. Hanne gibt Noodles weg, da sie diesen für den nächtlichen Übeltäter hält. Oma Antje zeigt kein Mitgefühl. Arthur beschließt Rache und erneuert die Urinflecken allabendlich. Eines Morgens erklärt Nina ihm, dass Oma Antje in ein Haus gekommen sei, wo man sich besser um ihre Bedürfnisse kümmern könne. Nun hofft Arthur begeistert, Noodles wiederzubekommen. Doch Nina deutet auf ein Grab im Garten und behauptet, es sei Noodles’, „Kein Mensch mag pinkelnde Hunde.“ In dieser Nacht geht Arthur erstmals richtig zur Toilette; er erkennt seinen Fehler: „Ich bin nicht mutig“.

## Produktion
Ich bin nicht mutig wurde an sechs Tagen in Berlin gedreht.
Der Film erschien zusammen mit zwei anderen Kinder-Kurzfilmen zum Thema Ich bin mutig im Auftrag der BLM (Bayerische Landeszentrale für neue Medien) auf DVD bei der Matthias-Film. Zielgruppen sollen Kinder bis 12 Jahre sein, Grundschulen (Klassenstufe 1–4), Sonderschulen, Förderschulen, die außerschulische Jugendbildung (Altersstufe 6–10).

## Auszeichnungen und Festivalteilnahmen
- 2011: BUFF Filmfestival Malmö
- 2013: 21. Deutsche Kinder-Medien-Festival „Goldener Spatz“
- 2013: radioeins – Die Berliner Kurzfilmrolle 2013 (Gewinner 2. Preis)
- 2013: Zlin Dog (Gewinner Best Student Feature)
- 2014: fsff – Fünf Seen Filmfestival